# مو اسبیهی
مو اسبیهی (انگلیسی: Moe Sbihi؛ زادهٔ ۲۷ مارس ۱۹۸۸) قایقران روئینگ اهل بریتانیا است.
وی در مسابقات کشوری و بین‌المللی در مجموع برندهٔ ۶ مدال طلا، ۳ مدال نقره، ۲ مدال برنز شده‌است.